# 進歩的文化人
進歩的文化人（しんぽてきぶんかじん）とは、進歩主義的な文化人を指す用語である。日本においては、特に護憲平和、非武装中立、戦後民主主義、社会主義、共産主義といった思想を支持する立場の文化人を指す用語として用いられることが多い。

## 概要
竹内洋によれば、進歩の先にソ連や中国の社会主義国を想定していたため、日本社会党又は日本共産党応援団として、反自民党・保守派の立ち位置をとり、護憲平和、非武装中立、戦後民主主義の擁護などを唱えた学者や作家、芸術家などを指した呼称である。英語では socialist intellectuals（社会主義的な知識人）となり、1948年から1980年代までの論壇を独占し、岩波茂雄亡き後の吉野源三郎社長時代から、岩波書店の世界や朝日新聞社を中心に、日本に強い影響を与えた。
「進歩的文化人」に対しては、当時から保守派による批判が寄せられた。代表的な人物に福田恆存がおり、福田は戯曲「解ってたまるか!」を制作した。
保守派のほかにも、全共闘をはじめとする日本の新左翼が進歩的文化人を激しく批判した。例えば、「進歩的文化人」は三里塚闘争等各種住民運動に参加・支援をしていた一方で、三里塚闘争で活動をしていた地元住民は、「進歩的文化人」は実力闘争の魅力に魅せられてどっぷりとはまり込み、その多くがただ「空港絶対反対」と言うのみで闘争解決の斡旋や仲介役を果たそうとしなかったと批判している。元新左翼活動家の笠井潔は、PC（ポリティカル・コレクトネス）インテリの「いつも正義の側にいたいという自堕落な願望」への反感が若者の右傾化を招いたと批判している。在日朝鮮人からは、良心的日本人アピールのために在日を利用しているという批判がある。また、吉本隆明は独自の立場から進歩的文化人を批判した。
竹内洋は、その衰退のきっかけは「進歩的文化人の鬼子」全共闘による批判であったとしている。竹内も進歩的文化人に批判的ではあるが、当時の進歩的文化人には大物大学教授や一流作家がおり、全共闘に解体されたあとの小型・軽量化した「大衆的進歩的文化人」とは別格だったとしている。

## 代表的な人物
- 丸山眞男
- 加藤周一
- 清水幾太郎
- 家永三郎
- 久野収
- 野間宏
- 阿部知二
- 大江健三郎
- 堀茂樹
- 白井聡